# Only Teardrops
Only Teardrops é uma canção da cantora Emmelie de Forest que representou a Dinamarca no Festival Eurovisão da Canção 2013.
A referida canção foi interpretada em inglês por Emmelie de Forest. Na primeira semi-final foi a quinta canção a ser interpretada, a seguir á canção da Croácia "Mižerja", cantada por Klapa s Mora e antes da canção da Rússia "What If", cantada por Dina Garipova. Terminou a competição em 1.º lugar com 167 pontos, conseguindo passar á final.
Na final foi a décima-sétima canção a ser interpretada na noite do festival, a seguir à canção da Hungria "Kedvesem", cantada por ByeAlex e antes da canção da Islândia "Ég á Líf", cantada por Eyþór Ingi Gunnlaugsson. Terminou a competição em 1.º lugar (entre 26 participantes), tendo recebido um total de 281 pontos.	

## Autores
| AUTORES                                                          |
| ---------------------------------------------------------------- |
| Letrista: Lise Cabble, Julia Fabrin Jakobsen, Thomas Stengaard   |
| Compositor: Lise Cabble, Julia Fabrin Jakobsen, Thomas Stengaard |

## Faixas do single
- Download digital

1. "Only Teardrops" – 3:03

## Lançamento
| País      | Data                  | Formato          | Gravadora                |
| --------- | --------------------- | ---------------- | ------------------------ |
| Dinamarca | 22 de Janeiro de 2013 | Digital download | Sony Music Entertainment |

## Lista de posições

### Listas nacionais de singles
| Lista (2013)                                  | Melhor Posição |
| --------------------------------------------- | -------------- |
| Dinamarca (Hitlisten)                         | 2              |
| Bélgica (Ultratip Bubbling Under de Flandres) | 35             |
| Países Baixos (Single Top 100)                | 36             |